# بريوم صلب
بريوم صلب (الاسم العلمي:Bryum rigidum) هي نوع من النباتات يتبع جنس البريوم من الفصيلة البريوية.